# Mohamed Hanaoui
Simo Mohamed Hanaoui (* 1974) ist ein ehemaliger marokkanischer Volleyball-Nationalspieler.

## Karriere
Hanaoui spielte bis 1999 für den französischen Erstligisten Montpellier UC und anschließend eine Saison beim deutschen Bundesligisten SV Fellbach. In der Saison 2000/01 spielte Hanaoui neben Mihai Paduretu, Michi Mayer, Ben Ibata und Frank Reimann für den Bundesligisten Generali Haching. Von 2004 bis 2005 spielte er für den TV Rottenburg. Anschließend kam er wieder an den Utzweg und spielte neben Patrick Schwaack und Gerrit Zeitler für Haching. Vor seinem Karriereende spielte er für den Bayernligisten MTV Ingolstadt mit Nationalkollegen Brahim Nouchkioui.
Mohamed Hanaoui spielte mehrfach für die marokkanische Nationalmannschaft und nahm an den Bayerischen Beachvolleyball-Meisterschaften teil.